# Leo-Film
Leo-Film – wytwórnia filmowa z siedzibą w Warszawie działająca w latach 20. i 30. XX wieku. Była jedną z najważniejszych wytwórni spośród około 150 funkcjonujących w Rzeczypospolitej Polskiej w okresie dwudziestolecia międzywojennego.

## Historia
Geneza wytwórni jest związana z działalnością Leona Forberta oraz Marii Hirszbein, która była u niego zatrudniona od 1924 r. Wytwórnia Forberta specjalizowała się w produkcji filmów fabularnych i dokumentalnych w języku jidysz. Z czasem Hirszbein została jej współwłaścicielką, a w 1926 – po odkupieniu udziałów – właścicielką. Zmieniła wówczas nazwę wytwórni na Leo-Film (wcześniej była znana pod nazwami: Leo Forbert, Forbert-Film, Efes-Film). W 1932, wchodząc w spółkę ze scenografem i architektem Bolesławem Landem, utraciła decydujący wpływ na zarządzanie przedsiębiorstwem. Kilka lat później, po śmierci Landa w 1936, odzyskała kontrolę nad firmą. Leo-Film była jedną z najważniejszych wytwórni filmowych lat 30. XX w. w Polsce.
Głównymi reżyserami produkcji filmowych Leo-Film byli Henryk Szaro oraz Juliusz Gardan, którzy zaczynali tutaj kariery artystyczne. Wytwórnia współpracowała również z Michałem Waszyńskim, Martą Flantz, Aleksandrem Fordem, Zygmuntem Turkowem i Bazylim Sikiewiczem. Ostatni z wymienionych zadebiutował tu jako reżyser (Tajemnica panny Brinx). Ponadto dzięki Leo-Film do zawodu aktora weszli: Franciszek Brodniewicz, Tadeusz Fijewski, Helena Grossówna, Tola Mankiewiczówna i Nora Ney.
W 1932 dużym sukcesem wytwórni był m.in. dramat filmowy Legion ulicy (reż. Aleksander Ford). Opowieść o życiu warszawskich sprzedawców gazet uznana została za najlepszy film roku i do dziś uchodzi za jedno z arcydzieł kina okresu międzywojennego. Film był nowatorski – po raz pierwszy w polskim kinie pokazał marginalizowanych przez społeczeństwo bohaterów – dorastających w trudnych warunkach młodych ludzi, którzy przedwcześnie zostali zmuszeni do samodzielności i wejścia w dorosłe życie. Obraz spotkał się z bardzo dobrym odbiorem zarówno krytyków, jak i publiczności. W plebiscycie ogłoszonym przez przedwojenny tygodnik „Kino” otrzymał nagrodę czytelników. Do XXI w. nie zachowały się nawet fragmenty tego filmu.

## Fotogaleria

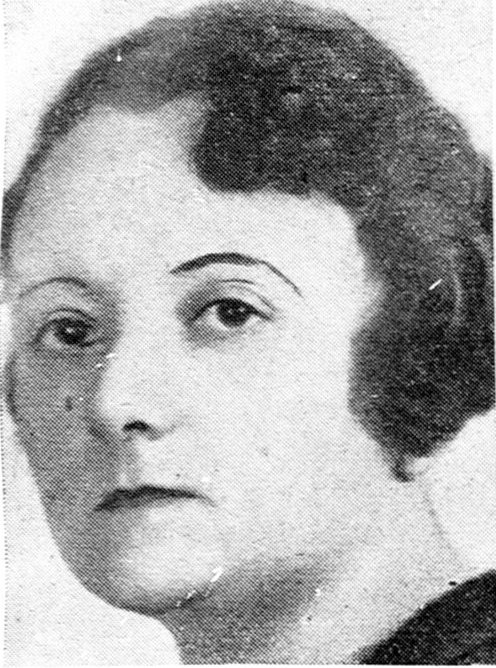
Maria Hirszbein – wieloletnia właścicielka Leo-Film, jedna z pierwszych kobiet w polskiej produkcji filmowej
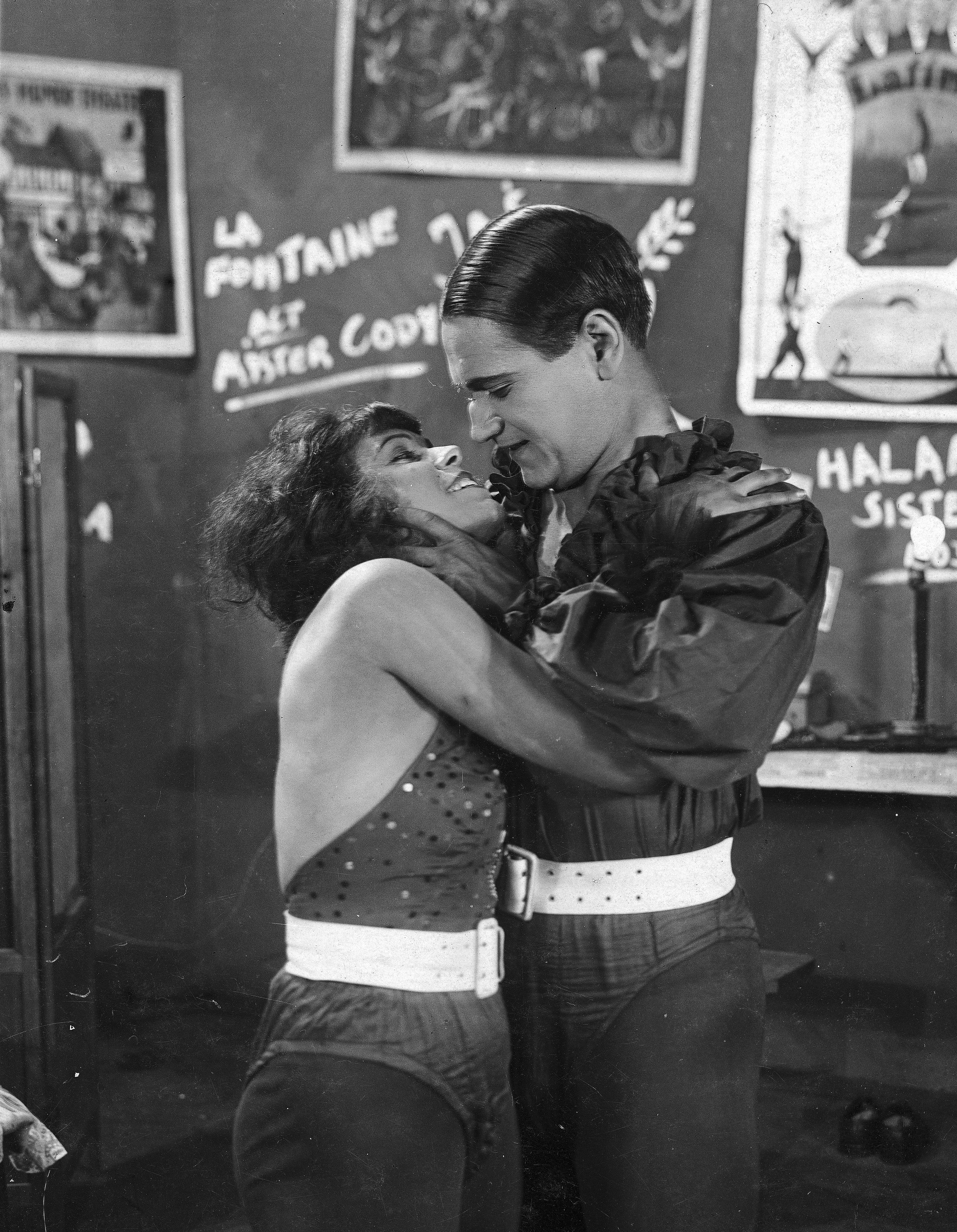
Eugeniusz Bodo i Nora Ney w jednej ze scen filmu Czerwony błazen – pierwszego filmu fabularnego wytwórni Leo-Film
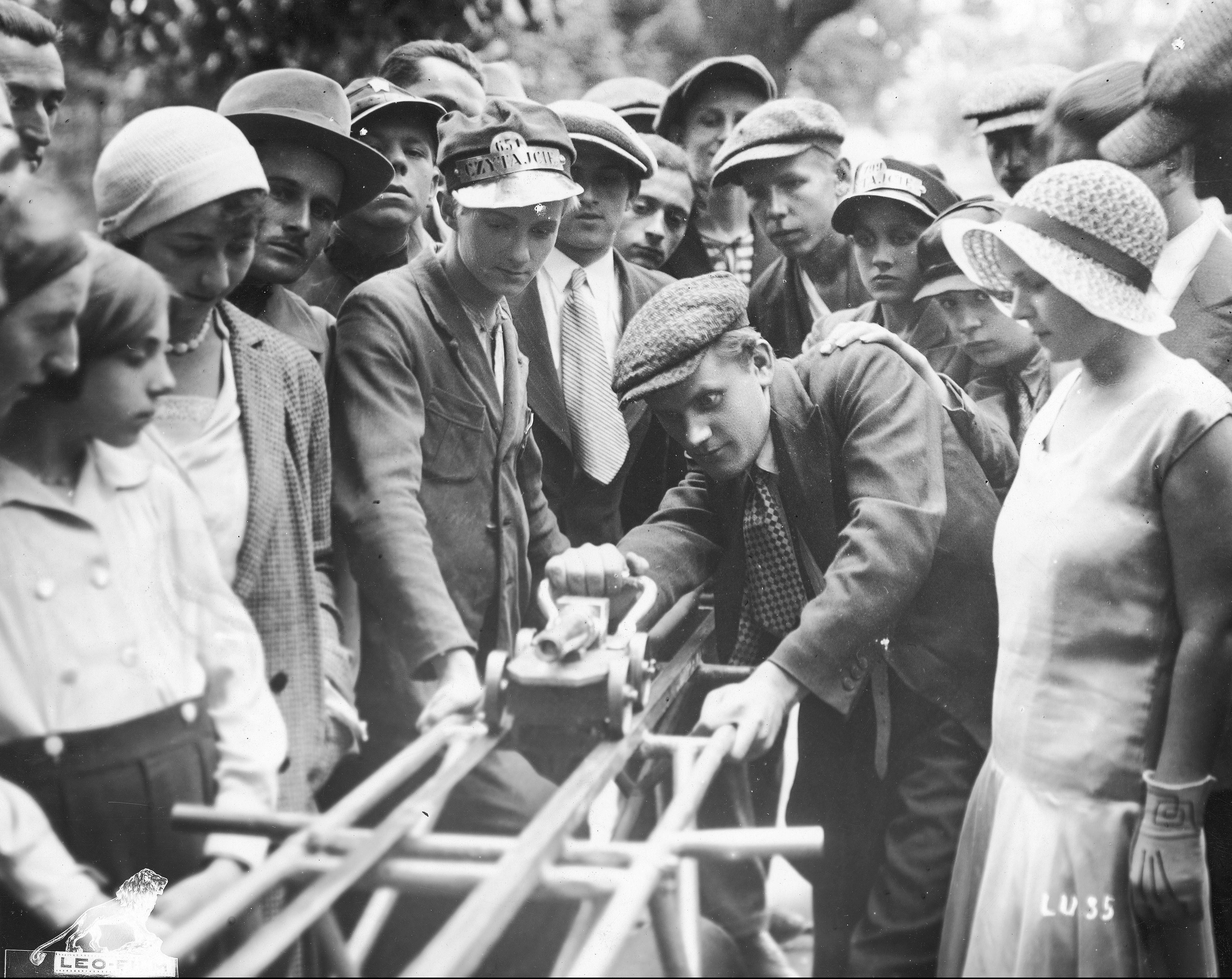
Kadr z filmu Legion ulicy, który został uznany najlepszym filmem 1932 roku w Polsce
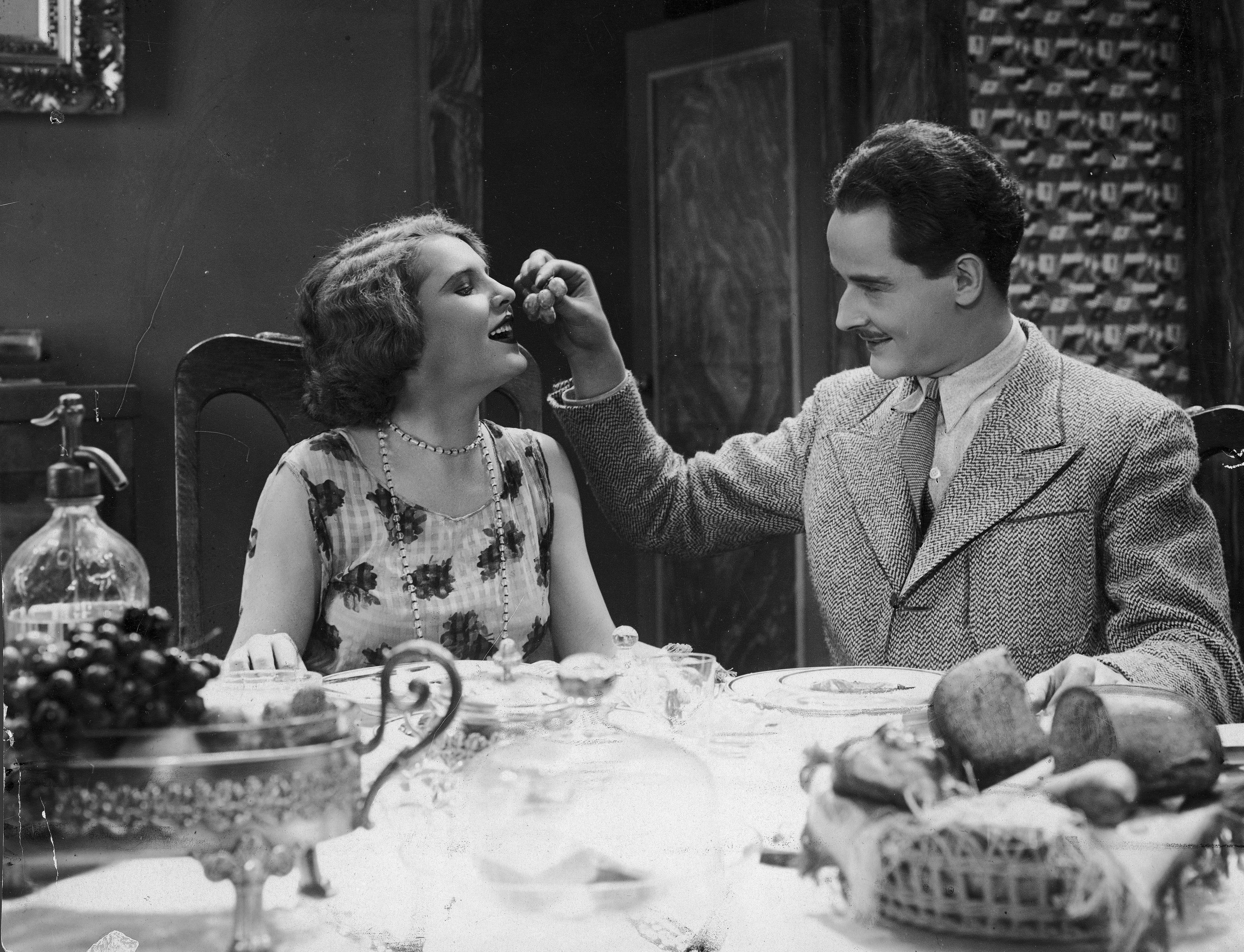
Hanna Rozwadowska jako Jadwiga Barczyńska i Zbigniew Sawan jako Henryk Barczyński w jednej ze scen filmu Serce na ulicy
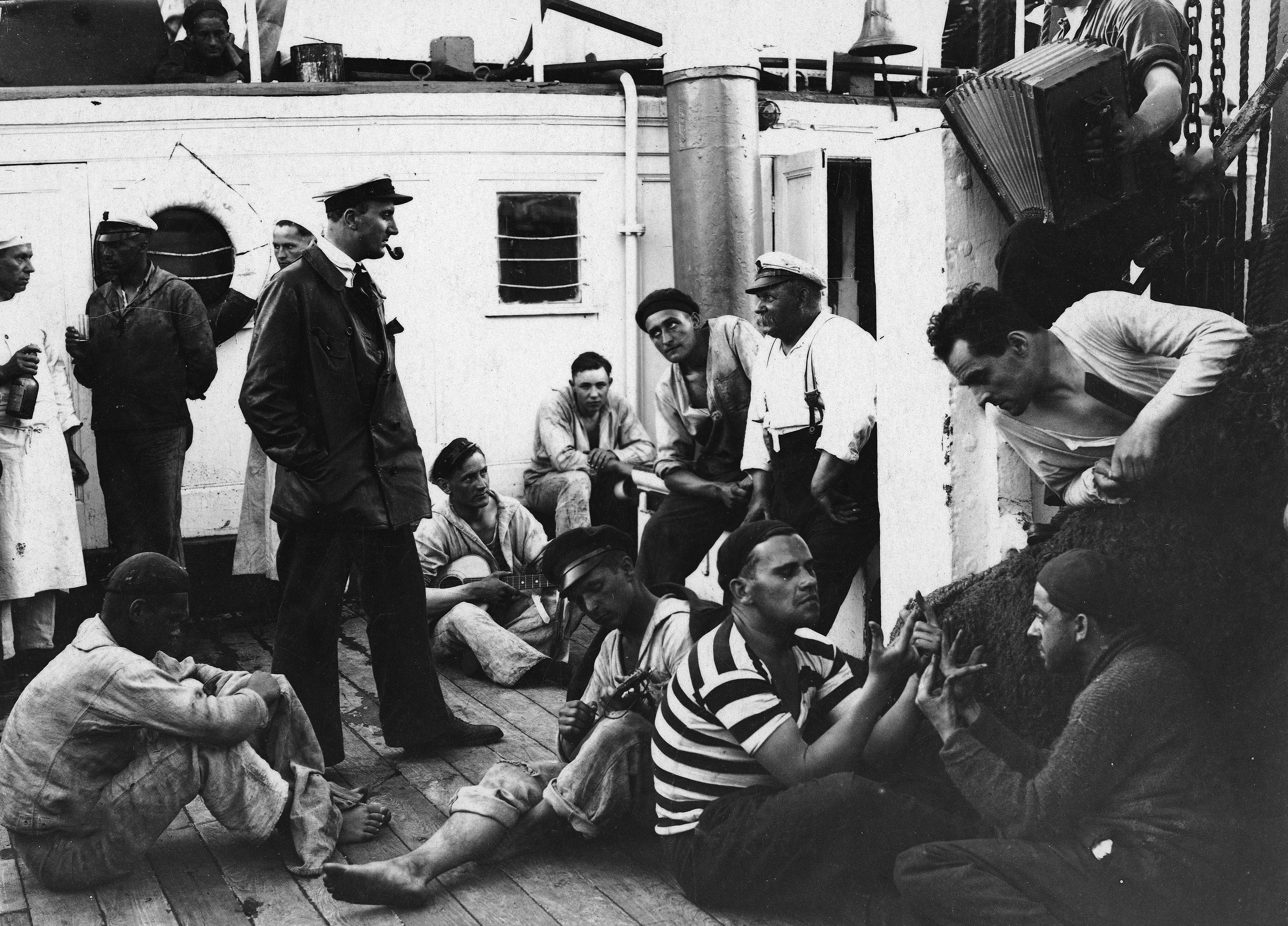
Scena z filmu Zew morza, 1927. Widoczni m.in.: Stefan Szwarc (stoi, z fajką) jako Rudolf Minke, Henryk Rzętkowski (w pasiastej bluzce) jako Przemytnik, Michał Halicz (z prawej, pochylony) jako Członek szajki.

## Zrealizowane filmy[5][12][13]
- 1925 – Nowa Palestyna i otwarcie Uniwersytetu W Jerozolimie (film dokumentalny)
- 1926 – Czerwony błazen
- 1927 – Zew morza
- 1928 – Kropka nad i
- 1929 – Policmajster Tagiejew
- 1930 – Uroda życia
- 1931 – Serce na ulicy
- 1932 – Legion ulicy
- 1933 – 10% dla mnie
- 1933 – Prokurator Alicja Horn
- 1935 – Kochaj tylko mnie
- 1936 – Tajemnica panny Brinx
- 1936 – Papa się żeni
- 1937 – Ślubowanie
- 1939 – Kłamstwo Krystyny